# Byggcheferna
Byggcheferna är en branschförening inom Ledarna. Med cirka 17 000 medlemmar är den Sveriges största organisation för chefer och ledare inom samhällsbyggnadssektorn. Medlemskap i Byggcheferna tecknas genom att söka medlemskap i Ledarna. 
Byggchefernas ordförande är sedan 2021 Jeanet Corvinius.  
Sedan 2019 delar Byggcheferna årligen ut 60 000 kronor genom Lars Bergqvist-stipendiet. Det kan endast tilldelas medlemmar i Byggcheferna och ska främja insatser för ökad jämställdhet och mångfald inom samhällsbyggnadssektorn.

## Historik
Den 10 maj 1892 bildades Göteborgs Byggnadsverksgesällers förening. År 1906 bytte föreningen namn till Byggnadsverkmästarnas förening. Föreningen anslöt sig 1937 till Sveriges Arbetsledareförbund (nuvarande Ledarna). År 1982 började föreningen att drivas under namnet SALF-byggare, för att 1993 byta namn till det nuvarande Byggcheferna. 
Mellan 1994 och 2009 utgav Byggcheferna en egen tidning, Byggchefen, med fyra nummer per år. Efter dess upphörande inleddes ett samarbete med tidningen Byggvärlden, där Byggcheferna har en egen sida. Tillsammans utser Byggcheferna och Byggvärlden Årets byggchef sedan 2010.
Våren 2015 lanserades kampanjen Stoppa machokulturen av Byggcheferna och fackförbundet Byggnads. Syftet var att bidra till en schyst och jämställd byggbransch, där alla har samma möjligheter att må bra och utvecklas. Sedan 2018 drivs Stoppa machokulturen som ett projekt utan tidsbegränsning, med utgångspunkt i sajten https://stoppamachokulturen.nu.
I maj 2018 valde Byggcheferna, i samarbete med RFSL, att belysa byggbranschens brist på hbtqi-personer genom kampanjen Byggbranschen är för bögar, som bland annat nominerades till Magnet Awards.